# آبشار فیتزوری
آبشار فیتزوری (به انگلیسی: Fitzroy Falls) آبشاری است که در کشور استرالیا واقع شده‌است و بلندترین ریزشگاه آن ۸۱ متر ارتفاع دارد. حوضهٔ آبریز این آبشار، رود فیتزوری است.